# (9321) Alexkonopliv
(9321) Alexkonopliv es un asteroide perteneciente al cinturón de asteroides, región del sistema solar que se encuentra entre las órbitas de Marte y Júpiter, descubierto el 5 de enero de 1989 por Takuo Kojima desde la Estación Chiyoda, Japón.

## Designación y nombre
Designado provisionalmente como 1989 AK. Fue nombrado por Alex Konopliv (nacido en 1960), científico principal del Laboratorio de Propulsión a Chorro, es una autoridad reconocida internacionalmente en la determinación de los campos gravitatorios de aquellos objetos del sistema solar que tienen datos de seguimiento de una nave espacial en órbita. Sus investigaciones sobre los campos gravitatorios de Marte han servido de apoyo a varias misiones espaciales.

## Características orbitales
Alexkonopliv está situado a una distancia media del Sol de 3,096 ua, pudiendo alejarse hasta 3,933 ua y acercarse hasta 2,259 ua. Su excentricidad es 0,270 y la inclinación orbital 4,336 grados. Emplea 1989,63 días en completar una órbita alrededor del Sol.
Los próximos acercamientos a la órbita de Júpiter ocurrirán el 20 de diciembre de 2068, el 11 de octubre de 2078 y el 13 de abril de 2139.

## Características físicas
La magnitud absoluta de Alexkonopliv es 13,38. Tiene 10,276 km de diámetro y su albedo se estima en 0,116.